# Vrhpolje pri Šentvidu
Vrhpolje pri Šentvidu – wieś w Słowenii, w gminie Ivančna Gorica. W 2018 roku liczyła 73 mieszkańców.